# 2019 OK
2019 OK ist ein erdnaher Asteroid des Apollo-Typs von gut 90 m Durchmesser,
der vom brasilianischen SONEAR-Observatorium am 25. Juli 2019 einen Tag vor einem nahen Vorbeiflug an der Erde entdeckt wurde.

## Bahn
2019 OK bewegt sich in einem Abstand von 0,4635 (Perihel) bis 3,4315 (Aphel) Astronomischen Einheiten in 992 Tagen und 17 Stunden um die Sonne. Die Bahnexzentrizität beträgt somit 0,7620. Seine Bahn ist mit 1,406 Grad nur gering gegen die Ekliptik geneigt und kreuzt die Erdbahn mit einer Relativgeschwindigkeit von 24 km/s. Seine Eigendrehung, die mit der Zeit vom YORP-Effekt verändert wird, und von der die Richtung des Jarkowski-Effekts auf die genaue Bahn abhängt, ist noch nicht bekannt.
2019 OK hat die Erde am 26. Juli 2019 in weniger als 72.000 Kilometer über der Erdoberfläche passiert. Dabei flog er mit einer Geschwindigkeit von etwa 25 km/s relativ zur Erde.
Da er der Erde mindestens bis 2200 nicht mehr so nahe kommen soll, befindet er sich nicht auf der Risk List der ESA.

## Mögliche Folgen eines Einschlags
2019 OK hätte im Falle eines Einschlags eine Energie von einigen Megatonnen (TNT-Äquivalent) freigesetzt. Die genauen Folgen eines Einschlags würden von der Zusammensetzung des Asteroiden sowie dem Ort und Winkel des Einschlags abhängen.